# Johnny Gargano
John Anthony Nicholas „Johnny” Gargano (ur. 14 sierpnia 1987 w Cleveland w Ohio) – amerykański wrestler, obecnie występujący w brandzie Raw federacji WWE. Wraz z Tommaso Ciampą tworzyli tag team #DIY; są byłymi posiadaczami NXT Tag Team Championship.
Gargano rozpoczął karierę wrestlera w 2005 w Cleveland All–Pro Wrestling (CAPW). Występował w wielu znaczących federacjach niezależnych, takich jak Chikara, Pro Wrestling Guerrilla (PWG), Evolve oraz Dragon Gate USA (DGUSA). Jest rekordzistą pod względem długości posiadania DGUSA Open the Freedom Gate Championship – mistrzostwo utracił po 873 dniach panowania. W kwietniu 2016 podpisał stały kontrakt z World Wrestling Entertainment (WWE).

## Wczesne życie
Gargano urodził się 14 sierpnia 1987 w Cleveland w Ohio. Pierwsze kroki w ringu stawiał pod okiem właściciela Cleveland All–Pro Wrestling (CAPW) J.T. Lightninga. Treningi rozpoczął w wieku 16 lat. Jego idolami byli Shawn Michaels, Chris Jericho oraz Johnny Saint.

## Kariera wrestlera

### Wczesna kariera
Gargano zadebiutował dla CAPW w 2005 roku, mając zaledwie 18 lat. Swoje pierwsze mistrzostwo – CAPW Junior Heavyweight Championship zdobył 8 października 2006, pokonując Josha Prohibitiona, M-Dogga 20 oraz Zacha Gowena w starciu czteroosobowym. Ostatnią walkę dla CAPW stoczył 5 sierpnia 2007; połączył siły z Joshem Prohibitionem i wraz z nim pokonał The Motor City Machine Guns (Alexa Shelleya oraz Chrisa Sabina). W 2008 Gargano wystąpił w dark matchu na evencie Ring of Honor – pokonał Samiego Callihana. Niedługo później dowiedział się o złamaniu przewlekłym kręgu w jego kręgosłupie, mającego związek z tym, że jego lewa noga jest krótsza od prawej. Gargano powrócił do ringu sześć miesięcy później, mimo przeciwwskazań lekarskich. W czerwcu 2009 dwukrotnie wystąpił w dark matchach na tapingach Total Nonstop Action Wrestling (TNA).

### Absolute Intense Wrestling (2006–2016)

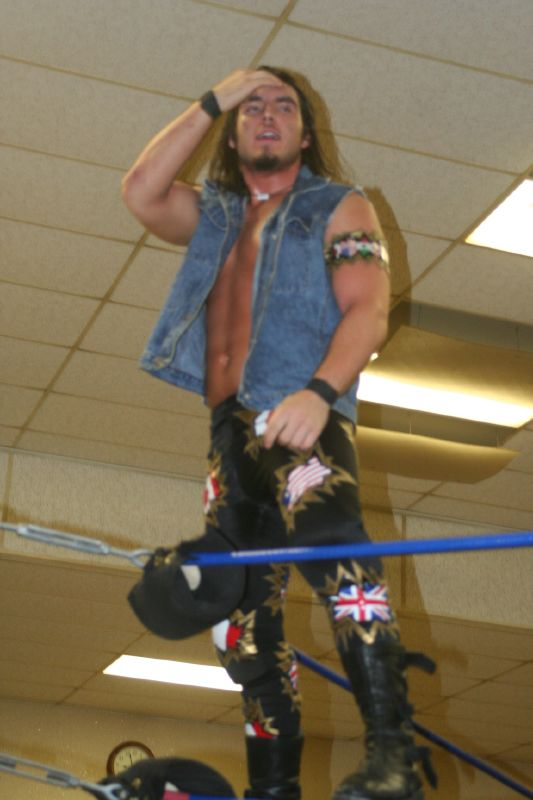
Gargano w czerwcu 2008

Gargano zadebiutował w Absolute Intense Wrestling (AIW) 11 grudnia 2005; wziął udział w Battle Royalu o miano pretendenckie do AIW Absolute Title, lecz nie zdołał go wygrać. Pierwszą wygraną odnotował w kwietniu 2006, w starciu z Tyronem Evansem. 21 marca 2008 otrzymał pierwszą szansę zdobycia AIW Intense Division Championship, nie zdołał jednak pokonać Tylera Blacka. 25 maja zmierzył się z nim ponownie, tym razem w 30-minutowym Iron Man matchu; pokonał Blacka, zdobywając mistrzostwo. Jego panowanie trwało 187 dni – 28 listopada Gargano został zmuszony zawiesić tytuł z powodu kontuzji. 28 lutego 2009 Gargano odzyskał tytuł, pokonując Jimmy’ego DeMarco. Mistrzostwo utracił na rzecz Josha Prohibitiona, 15 maja 2009.

### Pro Wrestling Ohio/Prime Wrestling (2007–2013)
W listopadzie 2007 Gargano pojawił się na nagraniach pierwszego odcinka programu telewizyjnego Pro Wrestling Ohio. W swoim debiucie przez własną nieuwagę przegrał z Gregorym Ironem, wrestlerem cierpiącym na mózgowe porażenie dziecięce. Wkrótce utworzył tag team ze swoim trenerem – Joshem Prohibitionem, jednocześnie kontynuując rywalizację z Ironem. Rywal wyzwał Gargano na kolejny pojedynek mówiąc, że może pokonać go po raz kolejny; Gargano zaś nigdy nie przyznał Ironowi wygranej, natomiast drwił z jego niepełnosprawności, licznych wstrząśnień mózgu oraz trudnego dzieciństwa. Na jednym z tapingów w lutym 2008 Gargano brutalnie zaatakował rywala, wykluczając go z akcji ringowej na okres trzech miesięcy. Po powrocie Iron wyzwał Gargano na Last Man Standing match. 1 sierpnia 2008, na pierwszym evencie z cyklu Wrestlelution Gargano pokonał Irona, kończąc rywalizację.
W marcu 2009, po powrocie z przerwy spowodowanej złamaniem przewlekłym kręgu, Gargano uzyskał miano pretendenckie do PWO Heavyweight Championship. 18 kwietnia zmierzył się z mistrzem – Mattem Crossem, lecz nie zdołał odebrać mu tytułu. Tuż po zakończeniu walki Josh Prohibition pokonał zmęczonego pojedynkiem Crossa, zdobywając mistrzostwo i odwracając się od Gargano. 9 sierpnia 2009 na Wrestlelution 2: A Coming of Age Gargano odebrał mistrzostwo kończącemu karierę mentorowi. Przez następny rok Gargano bronił mistrzostwa przeciwko różnym przeciwnikom, a także przeszedł heel turn. Podejrzewano go o zorganizowanie serii ataków na gwiazdy PWO, lecz ostatecznie winowajcą okazał się Matt Cross chcący odzyskać PWO Heavyweight Championship. 1 sierpnia 2010 na Wrestlelution 3: A Defining Moment Gargano pokonał Crossa zachowując mistrzostwo. 10 października 2010 Gargano utracił tytuł na rzecz Mariona Fontaine’a. We wczesnym 2012 nazwę federacji zmieniono na Prime Wrestling. 19 sierpnia Gargano odzyskał Prime Heavyweight Championship (dawne PWO Heavyweight Championship) z rąk Jimmy’ego Jacobsa. Utracił je podczas walki z Krimsonem, 16 lutego 2013, lecz odzyskał je na Wrestlelution 6. Tytuł zdezaktywowano w styczniu 2014.

### Chikara (2008, 2010–2013, 2016)

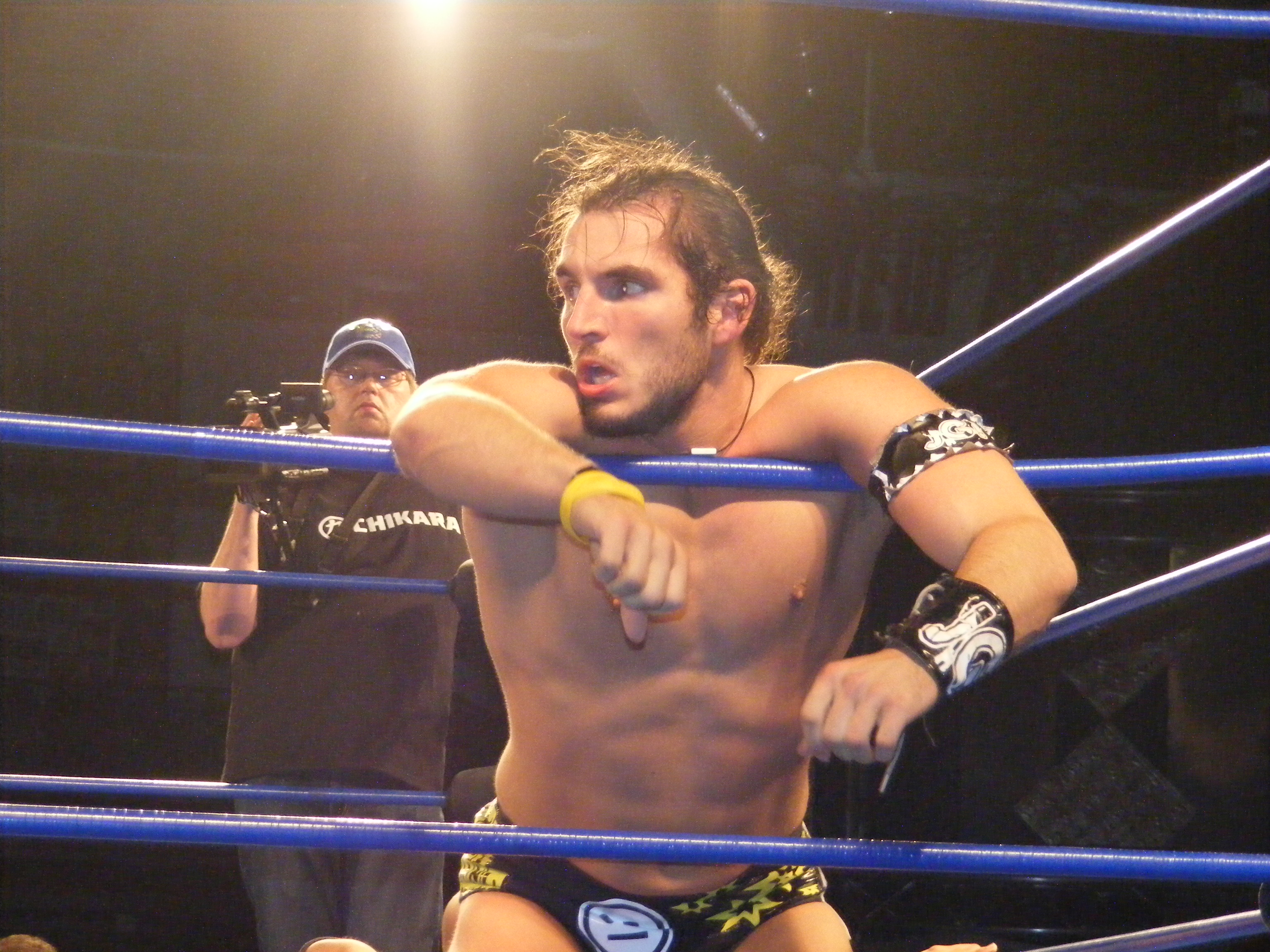
Gargano na turnieju King of Trios w kwietniu 2010

Gargano zadebiutował w Chikarze 14 czerwca 2008, biorąc udział w turnieju Young Lions Cup. Został wyeliminowany już w pierwszej rundzie, po przegranej z Marshem Rockettem. Do federacji powrócił dopiero dwa lata później, w kwietniu 2010 roku. Dołączył do turnieju King of Trios, łącząc siły z tag teamem Aeroform; po raz kolejny nie udało mu się przejść pierwszej rundy. Następnego dnia zainterweniował w drużynowe starcie Team Osaka Pro z FIST. 27 czerwca pokonał Playera Uno w walce kwalifikacyjnej do turnieju Young Lions Cup, a miesiąc później dołączył do grupy FIST. Z turnieju został wyeliminowany po dyskwalifikacji w sześcioosobowej walce półfinałowej. 29 sierpnia Gargano wygrał Countdown Showdown match o „Golden Opportunity” (tł. „Złotą Szansę”). Wykorzystał ją 23 października, aby zawalczyć o Young Lions Cup z Frightmarem; nie zdołał pokonać mistrza. 15 kwietnia 2011 Gargano wraz z FIST dołączył do turnieju King of Trios. Drużyna dostała się do finału, lecz przegrała ostatnią walkę z grupą The Colony.
W lipcu Gargano i Chuck Taylor zdobyli miano pretendenckie do Chikara Campeonatos de Parejas. Z mistrzami – Jigsawem i Mikiem Quackenbushem zmierzyli się 18 września 2011 i pokonali ich, zdobywając mistrzostwa. Podczas obron tytułów Gargano był wielokrotnie zastępowany przez Icarusa, również wtedy gdy kontuzja pleców wymusiła na nim przerwę od akcji w ringu. Taylor i Icarus utracili tytuły 24 marca 2012 na rzecz 3.0. 29 kwietnia Gargano i Taylor pokonali 3.0, odbierając im Campeonatos de Parejas. 2 czerwca na Chikarasaurus Rex: How to Hatch a Dinosaur FIST utraciło tytuły w walce z The Young Bucks (Mattem i Nickiem Jacksonami).
2 sierpnia Wink Vavasseur ogłosił Sugara Dunkertona nowym członkiem FIST. Reszta grupy jednak nie chciała go przyjąć w swoje szeregi, a sam Dunkerton stał się kozłem ofiarnym stajni. We wrześniu FIST, reprezentowane przez Gargano, Icarusa i Taylora dołączyło do turnieju King of Trios. Drużyna odpadła w półfinale po przegranej z późniejszymi zwycięzcami całego turnieju – Spectal Envoy. We wczesnym 2013 członkowie FIST zaczęli się kłócić; 3 maja Icarus odwrócił się od Gargano z powodu złego traktowania Sugara Dunkertona. Tuż po tym Gargano odszedł z ugrupowania oraz federacji.
Gargano powrócił do Chikary 2 września 2016 i dołączył do turnieju King of Trios jako członek drużyny #CWC (składającej się jeszcze z Cedrica Alexandra i Drewa Gulaka). Odpadli w pierwszej rundzie.

### Dragon Gate USA i Evolve (2009–2016)

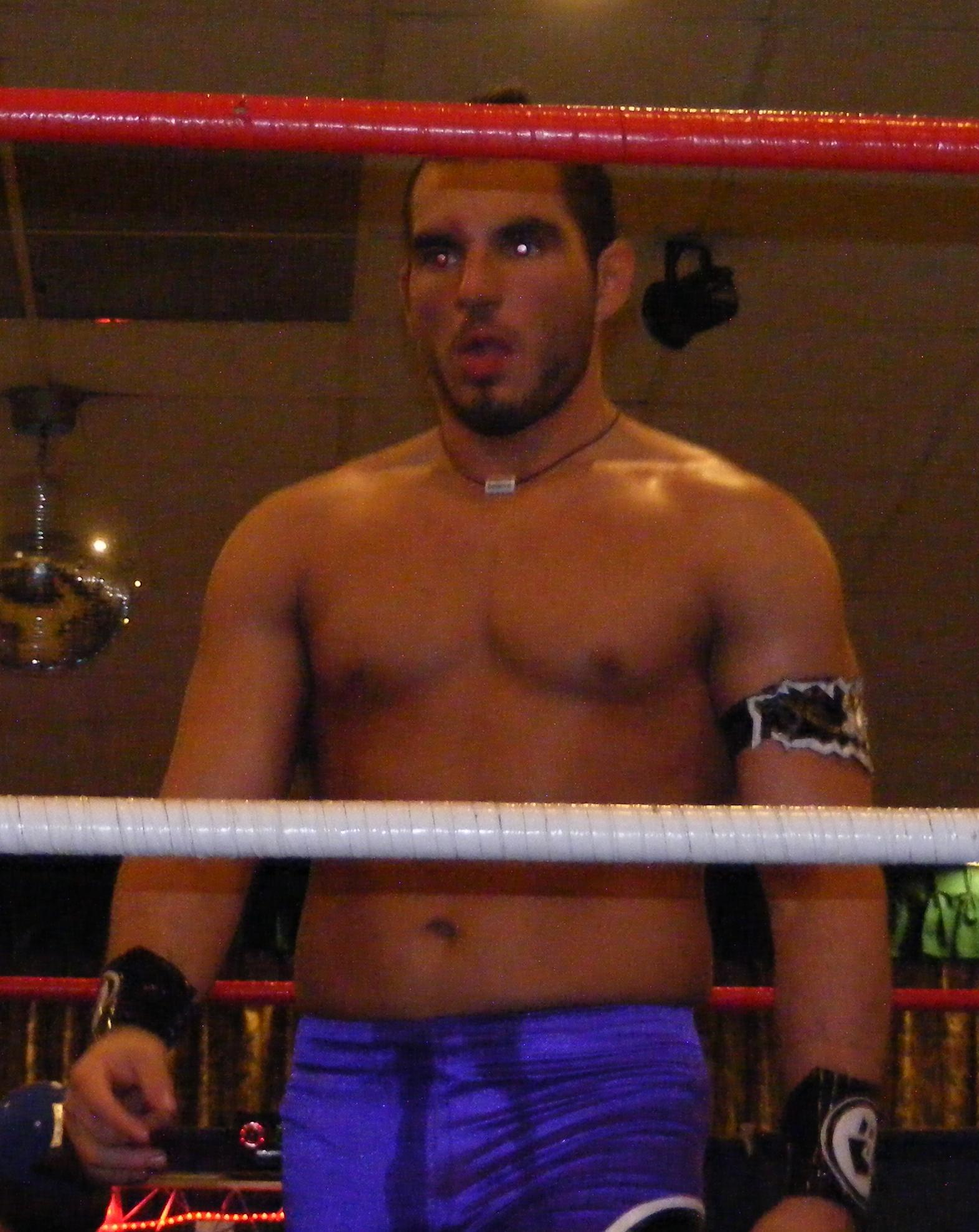
Gargano w październiku 2010

Występując dla All American Wrestling (AAW) Gargano poznał Colta Cabanę, który zasugerował mu spróbowanie swoich sił w ringach Dragon Gate USA (DGUSA) oraz Evolve Wrestling. Gargano otrzymał dwie walki tryoutowe: dark match na nagraniach gali Enter The Dragon w lipcu 2009 oraz dark match na tapingach Untouchable, 6 września 2009. Oficjalnie zadebiutował 28 listopada, na Freedom Fight. Dołączył do turnieju mającego wyłonić pierwszego posiadacza Open the Freedom Gate Championship i odpadł już w pierwszej rundzie, po przegranej sześcioosobowej walce. 16 stycznia 2010 Gargano wziął udział w pierwszym evencie federacji Evolve – pokonał Chrisa Dickinsona w starciu singlowym. W maju 2010 ogłoszono, że Gargano podpisał kontrakt z Dragon Gate USA. 24 lipca 2010, na Enter The Dragon przegrał walkę z Cimą – założycielem Dragon Gate. 25 września Gargano przegrał 4-way match z Chuckiem Taylorem, Drakiem Youngerem oraz Richem Swannem. Następnego dnia ogłosił, że chce dołączyć do ugrupowania Warriors International, którego liderem był Cima. 29 października, na pierwszej gali pay-per-view DGUSA – Bushido: Code of the Warrior Gargano przegrał kolejną walkę czteroosobową. Ponownie wyraził chęć dołączenia do Warriors International; po odmowie ze strony ugrupowania połączył siły z Chuckiem Taylorem i Richem Swannem. Nowa stajnia zaatakowała członków Warriors International i nadała sobie nazwę „Ronin”.
29 stycznia 2011 Gargano i Taylor dołączyli do trzydniowego turnieju o nowo powstałe Open The United Gate Championship; zostali pokonani w finale. 1 kwietnia przegrał walkę rewanżową z Cimą. Ronin przeszło face turn i 2 kwietnia na Mercury Rising poległo w 6-Man Tag Team matchu z Blood Warriors (Cimą, Narukim Doim oraz Ricochetem). Dzień później do Blood Warriors dołączył Austin Aries. 19 kwietnia Gargano pokonał Jona Davisa na pierwszym internetowym evencie pay-per-view federacji Evolve i jeszcze tej samej nocy, po pokonaniu Chucka Taylora, objął prowadzenie w rankingu wygranych Evolve. 3 czerwca na Fearless przegrał pojedynek z Austinem Ariesem, lecz dwa dni później zmusił obu Cimę i Ariesa do poddania się podczas drużynowej walki na zasadach eliminacji.

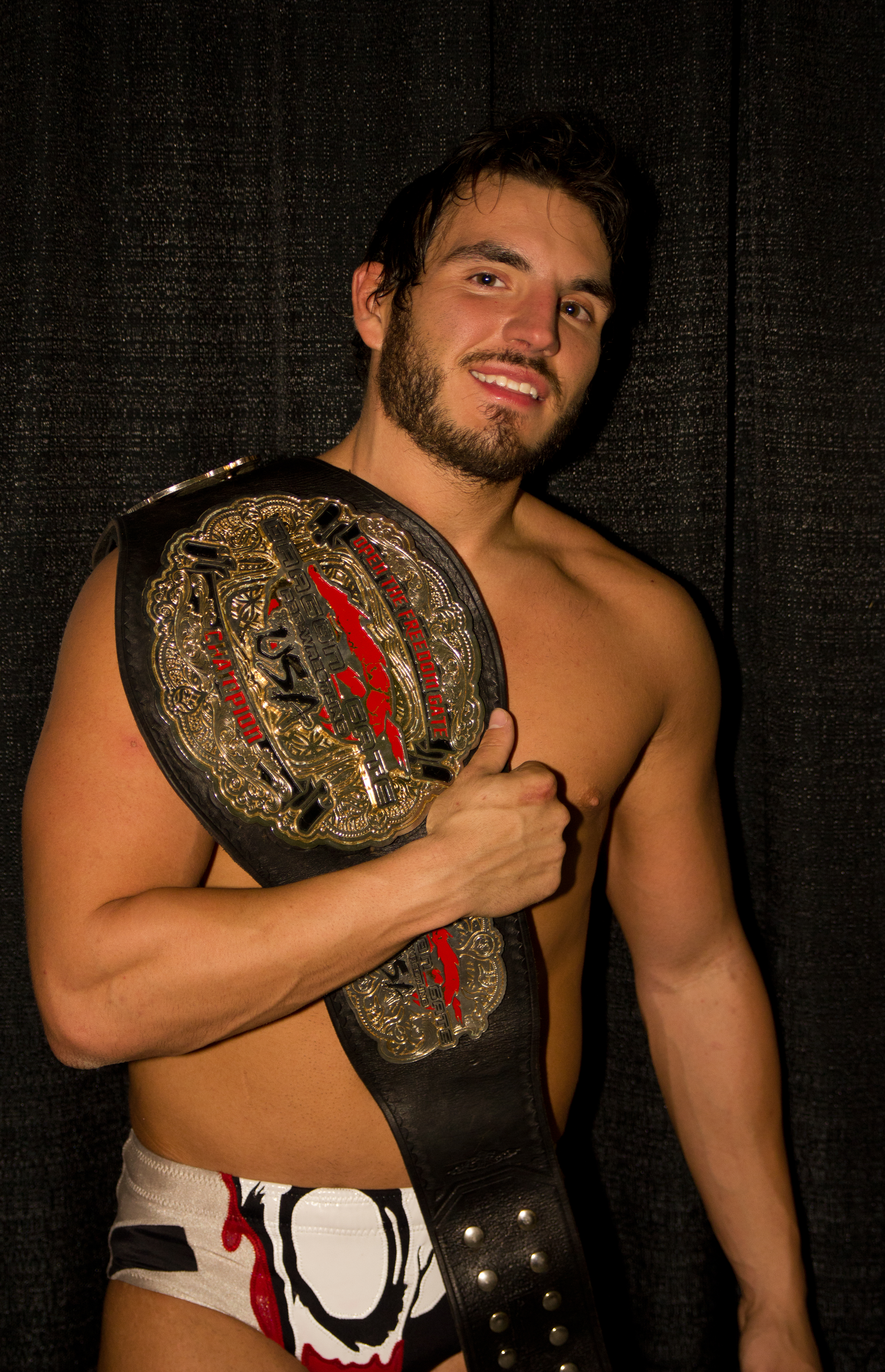
Gargano jako Open the Freedom Gate Champion w styczniu 2013

Po pokonaniu członków Blood Warriors, Akiry Tozawy i Narukiego Doi, Gargano wyraził chęć zdobycia Open the Freedom Gate Championship. Z mistrzem – Yamato – zmierzył się na Freedom Fight, 13 listopada 2011; pokonał go, zdobywając mistrzostwo. 14 stycznia 2012 Gargano wygrał starcie z Ricochetem; podczas walki nabawił się kontuzji pleców, która wykluczyła go z akcji na dwa miesiące. Po powrocie do Dragon Gate USA Gargno i Chuck Taylor wzięli udział w starciu drużynowym o zawieszone Open the United Gate Championship. Po przegranej walce Taylor zaatakował Gargano, kończąc działalność Ronin. Następnego dnia Gargano obronił Open the Freedom Gate Championship w pojedynku z Masato Yoshino, lecz po walce ponownie stał się ofiarą ataku ze strony Taylora. Po złączeniu Dragon Gate USA i Evolve w jedną federację Gargano pokonał Taylora w walce o tytuł. Rywalizacja pomiędzy byłymi członkami Ronin zakończyła się wygranym przez Gargano „I Quit” matchem na Enter The Dragon 2012. Wkrótce Gargano rozpoczął feud z Jonem Davisem; pokonał go 8 września, na Evolve 17. Na Freedom Fight 2012 obronił tytuł w czteroosobowej walce, pomimo wcześniejszego ataku ze strony Davisa. Przez następne półtora roku Gargano bronił tytułu mistrzowskiego w walkach przeciwko zawodnikom takim jak Brian Kendrick, Samuray del Sol, Akira Tozawa, Chris Hero czy Uhaa Nation. 4 kwietnia 2014 Gargano utracił Open the Freedom Gate Championship na rzecz Ricocheta. Jego panowanie trwało 873 dni.
Przed utratą tytułu Gargano rozpoczął feud z Richem Swannem. Punktem kulminacyjnym ich rywalizacji była wygrana przez Swanna walka na Evolution's End, 10 sierpnia 2014. Po walce Gargano obronił rywala przed atakiem ze strony grupy Premier Athlete Brand. 16 listopada 2014 Gargano pokonał Ricocheta, odbierając mu Open the Freedom Gate Championship. 9 stycznia 2015 pokonał Shane’a Stricklanda, a jeszcze tej samej nocy ponownie obronił Richa Swanna przed atakiem braci Bravado oraz Moose'a. Następnego dnia zjednoczone Ronin (Gargano, Swann i Chuck Taylor) pokonało braci Bravado i Moose'a. 28 marca Gargano został pokonany przez Evolve World Championa Drewa Gallowaya, wskutek czego utracił Open the Freedom Gate Championship. Po walce został zaatakowany przez Ethana Page’a. 18 kwietnia Gargano i Rich Swann pokonali Anthony’ego Nese'a oraz Caleba Konleya w starciu o Open the United Gate Championship. 30 maja, po obronie tytułów, Gargano ogłosił, że on i Swann zamierzają zdezaktywować mistrzostwa oraz domagał się utworzenia Evolve Tag Team Championship. W sierpniu Gargano został zdradzony przez Swanna, który dołączył do Ethana Page’a. Rywalizacja między Gargano a Pagem zakończyła się na gali Evolve 49, gdzie Gargano pokonał Page’a w „I Quit” matchu. 24 stycznia 2015 na Evolve 55 Johnny Gargano i Drew Galloway zwyciężyli w finale turnieju o nowo powstałe Evolve Tag Team Championship. Mistrzostwa utracili 2 kwietnia, na rzecz Drewa Gulaka oraz Tracy’ego Williamsa; po walce Galloway zaatakował swojego partnera. Byli mistrzowie tag team zmierzyli się ze sobą 17 lipca, a z walki zwycięsko wyszedł Galloway. 11 września na Evolve 69 Gargano i Cody Rhodes przegrali starcie drużynowe z Chrisem Hero oraz Drewem Gallowayem. Była to ostatnia walka Gargano dla Evolve.

### Dragon Gate (2011, 2012)
W marcu 2011 Gargano, wraz z resztą członków grupy Ronin wziął udział w kilku eventach Dragon Gate. Gargano powrócił do japońskiej federacji w październiku 2012; połączył siły z Masato Yoshino i Narukim Doim aby pokonać członków stajni Kaettekita Veteran-gun, a także obronił Open the Freedom Gate Championship w starciu z Ryo Saito.

### Pro Wrestling Guerrilla (2013–2015)
W marcu 2013 Gargano zadebiutował w Pro Wrestling Guerrilla (PWG); połączył siły z Chuckiem Taylorem, przegrywając walkę z posiadaczami PWG World Tag Team Championship – The Young Bucks. Następnej nocy Gargano i Taylor pokonali RockNES Monsters w kolejnej walce drużynowej. 15 czerwca Gargano i Taylor przegrali starcie z Dojo Bros. W sierpniu 2013 Gargano dołączył do turnieju Battle of Los Angeles; odpadł w półfinale, po przegranej z Michaelem Elginem. Niedługo później wyzwał Adama Cole’a na walkę o jego PWG World Championship. Title shota otrzymał 21 grudnia, drugiego dnia All Star Weekend X. Przegrał walkę z mistrzem, a w styczniu 2014 nie udało mu się zdobyć miana pretendenckiego do mistrzostwa. W sierpniu przegrał trzyosobowy finał turnieju Battle of Los Angeles. 11 grudnia 2015 Gargano i Tommaso Ciampa polegli w walce o PWG World Tag Team Championship z The Young Bucks.

### WWE

#### Sporadyczne występy (2007, 2010–2011)
Gargano pojawił się na odcinku SmackDown z 27 marca 2007; jednorazowo przyjął gimmick „Mistrza Liechtensteinu”, Cedricka Von Haussena i przegrał walkę z Montelem Vontaviousem Porterem. Po raz kolejny pojawił się 25 maja 2010, na odcinku NXT, jako jeden z ochroniarzy. 20 września 2011 przegrał walkę z Brodusem Clayem podczas nagrań Superstars.

#### NXT (od 2015)
W czerwcu 2015 Gargano wziął udział w tryoutach dla WWE. Początkowo nie podpisał kontraktu z federacją, lecz mimo to pojawił się kilkakrotnie w następnych miesiącach. Połączył siły z Tommaso Ciampą i wraz z nim dołączył do turnieju Dusty Rhodes Tag Team Classic; odpadli w ćwierćfinałach, po przegranej z Baronem Corbinem i Rhyno. W kwietniu WWE ogłosiło, że Gargano i Ciampa podpisali stałe kontrakty z federacją. Obaj wzięli udział w Cruiserweight Classic i zmierzyli się ze sobą w pierwszej rundzie. Z walki zwycięsko wyszedł Gargano, lecz niedługo później został wyeliminowany z turnieju przez przegraną z TJ-em Perkinsem. 20 sierpnia 2016 na NXT TakeOver: Brooklyn II Gargano i Ciampa przegrali starcie z posiadaczami NXT Tag Team Championship – The Revival (Dashem Wilderem i Scottem Dawsonem). Gargano i Ciampa, już pod nazwą #DIY, zmierzyli się z The Revival jeszcze raz, 19 listopada 2016 na NXT TakeOver: Toronto. Pokonali mistrzów w 2-out-of-3 falls matchu, zdobywając NXT Tag Team Championship po raz pierwszy w swoich karierach. Tytuły stracili na rzecz The Authors of Pain (Akama i Rezara) na gali NXT TakeOver: San Antionio z 28 stycznia 2017. Podczas NXT TakeOver Chicago doszło do walki rewanżowej w Ladder Matchu, jednak Gargano i Ciampa nie odzyskali pasów. Po walce Ciampa zaatakował Gargano, rozpoczynając tym samym ich rywalizację. Ciampa w trakcie walki doznał jednak kontuzji i nie pojawiał się przez dłuższy czas. Gargano zaczął toczyć solową karierę. Na NXT TakeOver Philadelphia walczył on o NXT Championship z Andrade. Pojedynek jednak przegrał po ingerencjach ze strony Zeliny Vegi. Po walce wrócił Ciampa atakując Gargano. Na jednym z odcinków NXT Gargano wyzywał mistrza NXT do walki z nim stawiając równocześnie swoją karierę na szali. Ponownie zaingerował Ciampa, dzięki czemu Gargano musiał opuścić NXT. Po tych wydarzeniach Johnny pojawił się podczas jednego z segmentu Ciampy atakując go. Ostateczne na NXT TakeOver New Orleans doszło do walki Ciampa vs Gargano w Unsanctioned Matchu oraz stypulacji, że jeśli Gargano wygra, zostaje przywrócony do NXT. Gargano wygrał i jego celem było ponownie mistrzostwo NXT, jednak znowu we wszystkim przeszkodził mu Ciampa, dlatego też na TakeOver Chicago II doszło do Street Fightu wygranego przez Ciampę. Na jednym z lipcowych odcinków NXT Gargano niechcący przyczynił się do wygranej walki Ciampy z Aleisterem Blackiem o NXT Championship atakując mistrza pasem NXT. Na TakeOver Brooklyn IV miało dojść do Triple Threat matchu, jednak przez kontuzję Blacka, Ciampa i Gargano zmierzyli się w Last Man Standing Matchu. Wygrał Ciampa zachowując tytuł. Wkrótce okazało się, że Gargano zaatakowal Blacka na parkingu i przeszedł tym samym heel turn. Na TakeOver War Games Gargano uległ byłemu mistrzowi NXT. Gargano jednak pokonał Blacka na jednym z grudniowych odcinków NXT w Steel Cage Matchu, dzięki pomocy Tommaso Ciampy. W styczniu na kolejnym TakeOver pokonał Ricocheta w starciu o NXT North American Championship i został nowym mistrzem, jednak tytuł utracił zaledwie kilka dni potem na rzecz Velveteen Dreama. Po utracie pasa, jego dawny przyjaciel i tag team partner oraz mistrz NXT Tommaso Ciampa zaproponował mu udział w Dusty Rhodes Tag Team Classic, jednak odpadali z turnieju. Po przegranej walce, Ciampa znowu chciał zaatakować Gargano, jednak ten uniemożliwił mu to i zażądał walki o NXT Championship na najbliższym TakeOver. Do walki nie doszło z powodu kontuzji Ciampy. Pas został zawieszony, a byłego już mistrza zastąpił Adam Cole. Gargano pokonał go w two out of three falls matchu i po raz pierwszy w karierze został mistrzem NXT. 1 czerwca na TakeOver XXV w rewanżu przegrał jednak z Cole'em. Na kolejnym PPV doszło do trzeciego starcia, ponownie w two out of three falls matchu, tym razem Gargano przegrał. Kolejną rywalizacją był jego konflikt z Finnem Balorem, jednak przegrany przez Gargano. Podczas NXT Takeover Portland powracający Tommaso Ciampa mierzył się z mistrzem NXT Adamem Cole'em. Gargano zaingerował w pojedynek przyczyniając się do porażki Ciampy. Panowie znowu prowadzili rywalizację zakończoną zwycięstwem Gargano na jednym z odcinków NXT, dzięki pomocy jego żony Candice LeRae, która przeszła heel turn. 

## Życie prywatne
W styczniu 2016 Gargano oświadczył się wrestlerce Candice LaRae. Para pobrała się 16 września 2016.

## Mistrzostwa i osiągnięcia
- Absolute Intense Wrestling
  - AIW Absolute Championship (1 raz)[68]
  - AIW Intense Division Championship (2 razy)[68]
  - Gauntlet for the Gold (2012)[69]
  - Jack of All Trios (2010) –z Flipem Kendrickiem i Louisem Lyndonem[70]

- Championship Wrestling Experience
  - CWE Undisputed Championship (1 raz)[68]

- Chikara
  - Chikara Campeonatos de Parejas (2 razy) – z Chuckiem Taylorem[68]
  - The Countdown Showdown (2010)[71]

- Cleveland All–Pro Wrestling
  - CAPW Junior Heavyweight Championship (1 raz)[68]

- DDT Pro-Wrestling
  - Ironman Heavymetalweight Championship (1 raz)[72]

- Dragon Gate USA/Evolve Wrestling
  - Evolve Tag Team Championship (1 raz) – z Drewem Gallowayem[68]
  - Open the Freedom Gate Championship (2 razy)[68]
  - Open the United Gate Championship (1 raz) – z Richem Swannem[68]
  - CITIC Cup (2014)[73]
  - Evolve Tag Team Championship Tournament (2016) – z Drewem Gallowayem[46]

- International Wrestling Cartel
  - IWC Super Indy Championship (1 raz)[68]
  - IWC Tag Team Championship (1 time) – z Michaelem Facadem[68]

- Legacy Wrestling
  - Legacy Championship (1 raz)[68]

- Pro Wrestling Illustrated
  - 51. miejsce w rankingu PWI 500 w 2013[74]

- Pro Wrestling Ohio/Prime Wrestling
  - PWO/Prime Heavyweight Championship (3 razy)[68]

- Smash Wrestling
  - Smash Wrestling Championship (1 razy)[68]

- Wrestling Cares Association
  - Race for the Ring Tournament (2014)[75]

- WWE NXT
  - NXT Tag Team Championship (1 raz) – z Tommaso Ciampą[68]
  - NXT North American Championship (1raz)
  - NXT Championship (1raz)

- Wrestling Observer Newsletter
  - 5 Star Match (2 razy):
    - vs. Andrade "Cien" Almas (NXT TakeOver: Philadelphia, 2018)
    - vs. Tommaso Ciampa (Unsanctioned Match, NXT TakeOver: New Orleans, 2018)